# Гладенька акула спинна
Гладенька акула спинна (Mustelus dorsalis) — акула з роду Гладенька акула родини Куницеві акули. Інші назви «прямозуба куницева акула», «перуанська куницева акула», «перуанська гладенька акула-собака».

## Опис
Загальна довжина досягає 64 см при вазі 1 кг. Голова відносно велика, звужена біля носа. Очі відносно великі, овальні, горизонтальної форми, з мигальною перетинкою. За ними розташовані невеличкі бризкальця. Ніздрі з носовими клапанами. Рот помірного розміру. Зуби дрібні, з притупленими верхівками. Розташовані у декілька рядків. У неї 5 пар зябрових щілин. Тулуб подовжений, стрункий. Грудні плавці великі, широкі, трохи серпоподібні. Має 2 спинних плавця з округлими кінчиками, з яких передній значно більше за задній. Передній спинний плавець знаходиться позаду грудних плавців. Черевні плавці помірно невеликі, широкі, кінчики закручені назад, вони більше за анальний плавець. Задній спинний плавець починається перед анальним плавцем й закінчується навпроти його кінця. Анальний плавець поступається за розміром задньому спинному плавцю. Хвостова частина вузька. Хвостовий плавець гетероцеркальний, верхня лопать довга, витягнута догори.
Забарвлення спини темно-сіро-коричневе. Черево має світліший відтінок.

## Спосіб життя
Тримається на значній глибині, континентальному шельфі. Полює переважно біля дна. Живиться переважно ракоподібними (креветками, крабами) та головоногими молюсками (кальмарами, дрібними восьминогами), а також невеличкою костистою рибою.
Статева зрілість настає при розмірах 50—52 см. Період парування відбувається з вересня до березня. Це живородна акула. Самиця народжує 2—6 акуленят завдовжки 19—21 см при вазі 35 г. Репродуктивність низька.
Не є об'єктом промислового вилову.
Не становить загрози для людини.

## Розповсюдження
Мешкає у Тихому океані: від південного узбережжя Мексики до Перу (ареал між 20° і 5° півд. широти).